# Spratellomorpha
Spratellomorpha is een monotypisch geslacht van straalvinnige vissen uit de familie van haringen (Clupeidae). Het geslacht is voor het eerst wetenschappelijk beschreven in 1946 door Angel Bertin & Guibé.

## Soort
- Spratellomorpha bianalis (Bertin, 1940)